# Хортицкий район (СССР)
Хортицкий район (укр. Хортицький район, нем. Deutscher Rayon Chortiza) — административная единица Украинской ССР, существовавшая в 1929—1930 годах.

## История
Хортицкий немецкий национальный район с центром в селе Верхняя Хортица был образован 18 сентября 1929 года в составе Запорожского округа.
Включал 12 сельсоветов: Бабурский (Бурвальде), Веселовский, Верхне-Хортицкий, Зеленогайский, Кичкаский (Эйнлаге), Лукашевский, Нижне-Хортицкий, Николайпольский (Николайфельд), Ново-Запорожский, Павловский (Остервик), Смолянский (Шенеберг) и Широчанский (Нойендорф).
В 1930 году общая площадь Хортицкого района в 1930 году составляла 46 832,52 га, из которых 37 278,49 га обрабатывалось.
2 сентября 1930 года Хортицкий район был упразднён, а его территория была передана в подчинение Запорожскому городскому совету.